# Corcovado (Lied)
Corcovado ist ein Bossa-Nova-Stück des Brasilianers Antônio Carlos Jobim aus dem Jahr 1960, das sich auf den gleichnamigen Berg in Rio de Janeiro bezieht. Es wurde unter anderem von Elis Regina und Sérgio Mendes interpretiert. Ins Englische wurde der Song mit dem Titel Quiet Nights of Quiet Stars übersetzt. Der englische Text stammt von Gene Lees.
Das Stück ist ein Jazzstandard geworden. Bereits 1962 hat Miles Davis auf seinem Album Quiet Nights eine Version des Stücks mit dem Gil Evans Orchestra eingespielt. Die bekannteste Version stammt von Stan Getz, der sie mit Astrud und João Gilberto 1963 für das Album Getz/Gilberto aufnahm. Astrud Gilberto singt wie bei The Girl from Ipanema die ersten Sätze auf Englisch. Ihr Mann setzt den Text auf Portugiesisch fort, und Getz spielt ein Solo.

## Aufnahmen
Corcovado wurde von weiteren Künstlern aufgenommen, darunter:
- Cannonball Adderley (mit Sérgio Mendes)
- Caterina Valente
- Charlie Byrd
- Doris Day
- Everything But The Girl
- Ella Fitzgerald
- Mina
- Frank Sinatra (mit Antonio Carlos Jobim, 1967)
- Andy Williams